# ターン バイシクルズ
ターン バイシクルズ（Tern Bicycles ）は、自転車関連総合メーカーのMobility Holdings, Ltd.が運営するスポーツ自転車ブランド。デザイン、技術開発、パーツコントロール、生産など、企画から開発、生産までをアメリカ、ヨーロッパ、アジア等世界各国で行っており、国やエリアを超越した体制で運営されている。同社は自転車関連アクセサリーブランドBioLogic（バイオロジック）も運営している。
2011年6月に「自転車が地球を救い、自転車で地球の未来を変える」という想いからMobility Holdings, Ltd.を設立。同時にターン バイシクルズを発足し、都市空間で最も効率が良い移動手段で、スポーツとしても使用出来る折り畳み自転車を発表。創設者は世界最大のスポーツ折り畳み自転車メーカーであるダホン（DAHON）の創設者Dr.David Honの実の息子Joshua Hon（ジョシュア・ホン）である。
ブランド名は1年で7万km、一生で地球と月との距離を3往復もする小鳥(キョクアジサシ)の名からインスピレーションを得、ターンの特徴でもある俊敏性、コンパクト性、また軽量性と重ね合わされ命名された。また、これまでの（DAHONの）歴史を尊重しつつも、新たなマインドでこの分野を見直し、「turn around＝方向転換」という意味も込められている。
2015年9月、日本のカルチャー・ファッション・ライフスタイルだけでなく、日本人の体型にまで焦点を当て、より日本人に適した作品を生み出すために結成された「Kitt design」と手を組み、新世代のクロスバイクを開発。よりブランドの魅力を訴求するために、新たなプロジェクト「⌘PROJECT（コマンド プロジェクト）」を始動させた。
日本国内におけるターン総代理店は株式会社アキボウである。

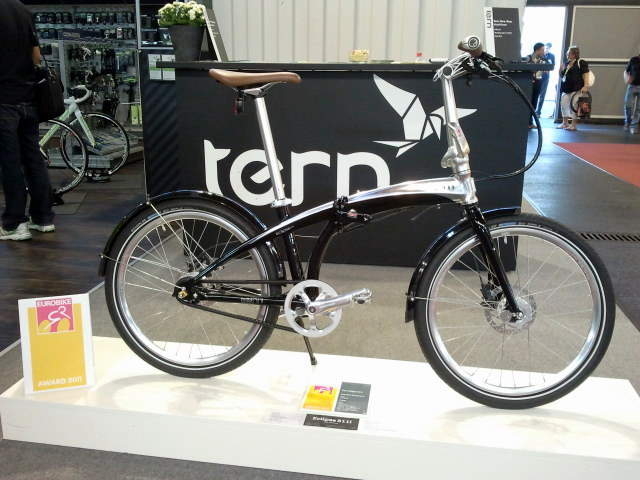
The Tern Eclipse S11i, winner of a 2011 Eurobike design award.

## 主な受賞履歴
- 2011年 Eclipse S11i が EUROBIKE AWARD を受賞
- 2012年 Verge X10 が Taipei Cycle Design & Innovation (d&i) Award を受賞
- 2012年 Verge Duo が Red Dot Design Award を受賞
- 2012年 PostPump 2.0 Seatpost（BioLogicアクセサリー）が Red Dot Design Award を受賞
- 2012年 Eclipse X20 が EUROBIKE AWARD を受賞
- 2012年 Joule 3 Dynamo Hub（BioLogicアクセサリー）が EUROBIKE AWARD を受賞
- 2013年 PostPump 2.0 Seatpost（BioLogicアクセサリー）が Taiwan Excellence Award を受賞
- 2013年 Verge S11i が 2013 Taipei Cycle Design & Innovation (d&i) Award を受賞
- 2013年 Physis 3D handlepost が Taipei Cycle Design & Innovation (d&i) Award を受賞
- 2014年 TrolleyRack が Taipei Cycle Design & Innovation (d&i) Award を受賞
- 2015年 Verge X18 が Taipei Cycle Design & Innovation (d&i) Award を受賞
- 2015年 20" Kinetix Pro X wheels が Taipei Cycle Design & Innovation (d&i) Award を受賞